# Helicia peekelii
Helicia peekelii là một loài thực vật thuộc họ Proteaceae. Đây là loài đặc hữu của Papua New Guinea.